# Schubertia schreiteri
Schubertia schreiteri är en oleanderväxtart som beskrevs av Descole och T. Meyer. Schubertia schreiteri ingår i släktet Schubertia och familjen oleanderväxter. Inga underarter finns listade i Catalogue of Life.